# IC26
O IC 26 é um itinerário complementar de Portugal.

## Directriz
Amarante (IP4) - Régua - (IP3) - Lamego - Tarouca - Moimenta da Beira - Sernancelhe - Trancoso (IP2)

## Estado actual
Este itinerário desenvolve-se integralmente em Estradas Nacionais. De acordo com o INIR, todos os 5 lanços em que se divide o IC 26 estavam em "estudo/construção" no final de 2011. Não foi possível apurar se existe projecto definitivo para construção de qualquer dos referidos lanços.
O IC 26 tem uma descontinuidade entre Régua e Lamego; esse intervalo é unido pelo IP3, que aí assume a designação A24.
Em 2018, as câmaras municipais da região publicaram uma petição pela construção do IC26. 